# مومو توماس
مومو توماس (بالإنجليزية: Momo Thomas)‏ هو لاعب كرة قدم أمريكية أمريكي، ولد في 14 أبريل 1990 في كيسيمي في الولايات المتحدة.